# 王辉 (乒乓球运动员)
王辉（1978年—），女，黑龙江人，中国乒乓球运动员。

## 生平
她曾获得1997年世界乒乓球锦标赛女子双打铜牌（与成红霞搭档）和2000年世界乒乓球锦标赛女子团体金牌。退役后赴日本打球。